# Балка Гончарова
Балка Гончарова, Гончарева (рос. б. Гончарова; Балка Гончарова) — балка (річка) в Україні у Довжанському районі Луганської області. Ліва притока річки Кріпка (басейн Азовського моря).

## Опис
Довжина балки приблизно 4,32 км, найкоротша відстань між витоком і гирлом — 4,08  км, коефіцієнт звивистості річки — 1,06 . Формується декількома балками та загатами.

## Розташування
Бере початок на західній стороні від селища Довжанське. Тече переважно на південний захід і на південно-східній околиці села Астахове впадає у річку Кріпку, ліву притоку річки Тузліва .

## Цікаві факти
- На правому березі балки пролягає автошлях М03[4] (автомобільний шлях міжнародного значення на території України, Київ — Харків — кпп Довжанський (державний кордон з Росією)).